# Bailão do Rick & Renner
Bailão do Rick & Renner é uma coletânea da dupla sertaneja brasileira Rick & Renner, lançada em 2000 pela Warner Music. O álbum reúne o melhor do repertório dançante da dupla, entre elas os sucessos "Muleca", "Enrosca, Enrosca", "Fim de Semana", "Tira a Roupa", entre outros. O álbum foi certificado com disco de ouro pela ABPD, e vendeu cerca de 100.000 cópias.

## Faixas
| N.º | Título                             | Compositor(es)                      | Duração |  |
| 1.  | "Muleca"                           | Waldir Luiz / Yonara Nascimento     | 3:33    |  |
| 2.  | "Sofro e Choro"                    | Pinóchio                            | 2:59    |  |
| 3.  | "Na Pontinha do Pé" (part. Molejo) | Jairo Góes / Nazildo                | 3:21    |  |
| 4.  | "Fim de Semana"                    | Ivar David Costa / Reny de Oliveira | 3:42    |  |
| 5.  | "Que Nem Chiclete"                 | Tivas / Waldir Luz                  | 2:55    |  |
| 6.  | "Enrosca, Enrosca"                 | Waldir Luz / Jefferson Farias       | 3:42    |  |
| 7.  | "Tô Querendo de Novo"              | Tobias / Paulino                    | 2:51    |  |
| 8.  | "Tira a Roupa"                     | Rick / João Paulo / Alexandre       | 2:58    |  |
| 9.  | "De Mal Com Você"                  | Rick / Alexandre                    | 4:09    |  |
| 10. | "Paixão de Peão"                   | Rick / Marcos Lima                  | 3:50    |  |
| 11. | "De Barretos a Nashville"          | Rick / Alexandre                    | 3:42    |  |
| 12. | "Nós Somos Dois Sem Vergonha"      | Lindomar Castilho / Ronaldo Adriano | 4:43    |  |
| 13. | "Laços Quebrados"                  | Rocky / Roger / Alexandre           | 3:10    |  |
| 14. | "Saudade Pesada"                   | Fátima Leão / Alexandre / Netto     | 4:22    |  |

## Certificações
| País          | Certificação | Data | Vendas certificadas |
| ------------- | ------------ | ---- | ------------------- |
| Brasil (ABPD) | Ouro         | 2001 | 100.000             |